# Radula allamanoi
Radula allamanoi là một loài rêu trong họ Radulaceae. Loài này được Gola mô tả khoa học đầu tiên năm 1914.